# Jalisco Open 2014
Il Jalisco Open 2014 è stato un torneo di tennis facente parte della categoria ATP Challenger Tour nell'ambito dell'ATP Challenger Tour 2014. È stata la 4ª edizione del torneo che si è giocato a Guadalajara in Messico dal 24 al 30 marzo 2014 su campi in cemento e aveva un montepremi di $100,000+H.

## Partecipanti singolare

### Teste di serie
| Nazionalità     | Giocatore              | Ranking* | Testa di serie |
| --------------- | ---------------------- | -------- | -------------- |
| Francia         | Kenny de Schepper      | 66       | 1              |
| Australia       | Matthew Ebden          | 67       | 2              |
| Russia          | Alex Bogomolov Jr.     | 94       | 3              |
| Rep. Dominicana | Víctor Estrella Burgos | 100      | 4              |
| Germania        | Dustin Brown           | 102      | 5              |
| Germania        | Jan-Lennard Struff     | 104      | 6              |
| Slovacchia      | Lukáš Lacko            | 105      | 7              |
| Germania        | Peter Gojowczyk        | 111      | 8              |

- Ranking al 17 marzo 2014.

### Altri partecipanti
Giocatori che hanno ricevuto una wild card:
- Lucas Gomez
- Eduardo Yah Orozco Rangel
- César Ramírez
- Miguel Ángel Reyes Varela

Giocatori che sono passati dalle qualificazioni:
- Gilles Müller
- Takanyi Garanganga
- Agustín Velotti
- Marcelo Arévalo

Giocatori che hanno ricevuto un entry come special exempt:
- Samuel Groth
- Ante Pavić

Giocatori che hanno ricevuto un entry come alternate:
- Hiroki Moriya
- Andrea Arnaboldi

## Vincitori

### Singolare
Gilles Müller ha battuto in finale  Denis Kudla con il punteggio di 6–2, 6–2

### Doppio
César Ramírez /  Miguel Ángel Reyes Varela hanno battuto in finale  Andre Begemann /  Matthew Ebden con il punteggio di 6–4, 6–2